# Calcio Forlì 1987-1988
Questa pagina raccoglie le informazioni riguardanti il Calcio Forlì nelle competizioni ufficiali della stagione 1987-1988.

## Stagione
Nella stagione 1987-1988 il Forlì disputa il girone C del campionato di Serie C2, raccoglie 29 punti ottenendo il dodicesimo posto. Una stagione che parte con l'allenatore Massimo Roscini, che viene esonerato dall'incarico alla nona giornata, dopo la clamorosa sconfitta interna (1-5) con il Lanciano. Al suo posto il presidente Arturo Gradara chiama Aldo Sensibile ex difensore di Roma, Lecce e Brindisi, proveniente dall'Ascoli di Costantino Rozzi, dove è stato secondo di Vujadin Boskov nella massima serie. La formazione viene modificata con l'innesco di due giocatori dall'illustre passato, il regista Maurizio Orlandi e la punta, il forlivese Alberto Bergossi. Ma la sorpresa inaspettata di stagione è il ventenne Massimiliano Menegatti che va a segno 18 volte. Per il Forlì un campionato tranquillo, con qualche soddisfazione e qualche improvvisa caduta. Salgono di categoria il Perugia ed il Casarano, mentre Jesi, Angizia e Pro Italia Galatina scendono in Serie D.
Nella Coppa Italia di Serie C il Forlì, prima del campionato, vince il girone G di qualificazione, superando il Suzzara, il Ravenna ed il Sassuolo, in queste qualificazioni ci sono alcune novità regolamentari, la vittoria vale 3 punti, il pareggio porta direttamente ai calci di rigore, i quali assegnano 2 punti a chi li vince, ed 1 punto a chi li perde. Poi in inverno si giocano i sedicesimi di finale della manifestazione, i biancorossi vengono eliminati nel doppio confronto con la Centese.

## Rosa
| N. |                   | Ruolo | Calciatore          |
| -- | ----------------- | ----- | ------------------- |
|    | Italia (bandiera) | P     | Fabrizio Agostini   |
|    | Italia (bandiera) | D     | Marco Babini        |
|    | Italia (bandiera) | D     | Davide Baldini      |
|    | Italia (bandiera) | C     | Michele Benfenati   |
|    | Italia (bandiera) | A     | Alberto Bergossi    |
|    | Italia (bandiera) | C     | Francesco Celli     |
|    | Italia (bandiera) | A     | Claudio Col         |
|    | Italia (bandiera) | D     | Massimiliano D'Urso |
|    | Italia (bandiera) | A     | Maurizio Galli      |
|    | Italia (bandiera) | A     | Massimiliano Giusti |
|    | Italia (bandiera) | D     | Maurizio Guariento  |

| N. |                   | Ruolo | Calciatore             |
| -- | ----------------- | ----- | ---------------------- |
|    | Italia (bandiera) | D     | Luca Lombardi          |
|    | Italia (bandiera) | P     | Donato Luzi            |
|    | Italia (bandiera) | A     | Massimiliano Menegatti |
|    | Italia (bandiera) | D     | Rossano Mocci          |
|    | Italia (bandiera) | C     | Maurizio Orlandi       |
|    | Italia (bandiera) | C     | Massimo Pavanel        |
|    | Italia (bandiera) | D     | Marco Poletti          |
|    | Italia (bandiera) | C     | Andrea Polmonari       |
|    | Italia (bandiera) | D     | Maurizio Ricci         |
|    | Italia (bandiera) | C     | Massimo Scardovi       |
|    | Italia (bandiera) | C     | Giorgio Zamuner        |

## Risultati

### Campionato

#### Girone di andata
| Arbitro: | Mangerini (Brescia) |

|                        |           |                                   |
| Paris 25’ Piciollo 44’ | Marcatori | 26’ Scardovi 46’ (rig.) Menegatti |

| Arbitro: | Salerno (Acireale) |

|  |           |                                          |
|  | Marcatori | 14’ (rig.), 68’ Ravanelli 18’ Bettinelli |

| Arbitro: | Tommasi (Pavia) |

|             |           |                            |
| Mezzini 37’ | Marcatori | 21’ Scardovi 60’ Menegatti |

| Arbitro: | Pala (Alghero) |

|                  |           |  |
| Mocci 25’ (aut.) | Marcatori |  |

| Forlì 18 ottobre 1987 5ª giornata | Forlì                    | 0 – 0 | Bisceglie | Stadio Tullo Morgagni\| Arbitro: \| Moro (San Donà di Piave) \| |
| Arbitro:                          | Moro (San Donà di Piave) |       |           |                                                                 |

| Arbitro: | Rungger (Bolzano) |

|             |           |               |
| Coppola 50’ | Marcatori | 82’ Menegatti |

| Forlì 1º novembre 1987 7ª giornata | Forlì                | 0 – 0 | Riccione | Stadio Tullo Morgagni\| Arbitro: \| Brignoccoli (Ancona) \| |
| Arbitro:                           | Brignoccoli (Ancona) |       |          |                                                             |

| Arbitro: | Di Renzo (Roma) |

|                                 |           |  |
| De Angelis 8’, 13’ Bindelli 89’ | Marcatori |  |

| Arbitro: | Del Giudice (Napoli) |

|                                |           |  |
| Menegatti 56’ (rig.), 84’, 86’ | Marcatori |  |

| Arbitro: | Casiraghi (Monza) |

|              |           |                                                             |
| Benfenati 7’ | Marcatori | 5’ D'Orazio 20’ Ciannavel 69’ (rig.), 67’ Sandri 73’ Minuti |

| Giulianova 29 novembre 1987 11ª giornata | Giulianova    | 0 – 0 | Forlì | Stadio Rubens Fadini\| Arbitro: \| Rocchi (Roma) \| |
| Arbitro:                                 | Rocchi (Roma) |       |       |                                                     |

| Arbitro: | Di Pilato (Bergamo) |

|                             |           |                |
| Benfenati 84’ Menegatti 86’ | Marcatori | 62’ Marchionne |

| Arbitro: | Casiraghi (Monza) |

|                                        |           |             |
| Villirillo 9’ Argentieri 51’ Arena 60’ | Marcatori | 80’ Zamuner |

| Arbitro: | Moro (San Donà di Piave) |

|                            |           |  |
| Guariento 9’ Menegatti 57’ | Marcatori |  |

| Jesi 3 gennaio 1988 15ª giornata | Jesi                        | 0 – 0 | Forlì | Stadio Comunale\| Arbitro: \| Magliulo (Torre Annunziata) \| |
| Arbitro:                         | Magliulo (Torre Annunziata) |       |       |                                                              |

| Arbitro: | Bernardini (Rovigo) |

|  |           |              |
|  | Marcatori | 37’ Corrente |

| Arbitro: | Sileo (Bergamo) |

|           |           |             |
| Vinci 38’ | Marcatori | 46’ Zamuner |

#### Girone di ritorno
| Arbitro: | Di Renzo (Roma) |

|                                             |           |  |
| Bergossi 12’ Pavanel 63’ Menegatti 70’, 83’ | Marcatori |  |

| Arbitro: | Baglieri (Tivoli) |

|               |           |  |
| Ravanelli 35’ | Marcatori |  |

| Arbitro: | Mangerini (Brescia) |

|  |           |                          |
|  | Marcatori | 53’ Galasso 75’ Lombardi |

| Arbitro: | Rausa (Cosenza) |

|                                                           |           |             |
| Menegatti 7’, 41’ Genovasi 50’ (aut.) Bergossi 90’ (aut.) | Marcatori | 83’ Sgherri |

| Arbitro: | Del Giudice (Napoli) |

|                      |           |  |
| Del Zotti 42’ (rig.) | Marcatori |  |

| Arbitro: | Bazzoli (Merano) |

|                           |           |                         |
| Zamuner 17’ Menegatti 34’ | Marcatori | 31’ Coppola 90’ D'Amico |

| Arbitro: | Gagliano (Salerno) |

|             |           |              |
| De Rosa 86’ | Marcatori | 13’ Bergossi |

| Arbitro: | Mellina (Piacenza) |

|               |           |  |
| Menegatti 24’ | Marcatori |  |

| Arbitro: | Di Renzo (Roma) |

|                |           |  |
| C. Quaranta 9’ | Marcatori |  |

| Arbitro: | Ravelli (Bergamo) |

|                 |           |               |
| Rosati 12’, 83’ | Marcatori | 37’ Menegatti |

| Forlì 17 aprile 1988 28ª giornata | Forlì             | 0 – 0 | Giulianova | Stadio Tullo Morgagni\| Arbitro: \| Marchese (Napoli) \| |
| Arbitro:                          | Marchese (Napoli) |       |            |                                                          |

| Arbitro: | Rocchi (Roma) |

|                |           |  |
| Marchionne 71’ | Marcatori |  |

| Arbitro: | Limone (Acireale) |

|                                   |           |  |
| Scardovi 64’ Menegatti 82’ (rig.) | Marcatori |  |

| Arbitro: | Scarcelli (Cosenza) |

|  |           |             |
|  | Marcatori | 32’ Zamuner |

| Arbitro: | Gazzetta (Mestre) |

|  |           |                               |
|  | Marcatori | 49’ Stacchiotti 80’ Garbuglia |

| Arbitro: | Rivola (Roma) |

|               |           |                      |
| Navone 2’, 9’ | Marcatori | 16’ (rig.) Menegatti |

| Forlì 5 giugno 1988 34ª giornata | Forlì             | 0 – 0 | Fidelis Andria | Stadio Tullo Morgagni\| Arbitro: \| Ravelli (Bergamo) \| |
| Arbitro:                         | Ravelli (Bergamo) |       |                |                                                          |

### Coppa Italia

#### Girone G
| Arbitro: | Chiesa (Livorno) |

|             |           |                           |
| Zamuner 20’ | Marcatori | 18’ Iannucci 42’ Lombardi |

| Arbitro: | Braschi (Prato) |

|  |           |         |
|  | Marcatori | 55’ Col |

| Forlì 30 agosto 1987 3ª giornata | Forlì            | 0 – 0 | Suzzara | Stadio Tullo Morgagni\| Arbitro: \| Bazzoli (Merano) \| |
| Arbitro:                         | Bazzoli (Merano) |       |         |                                                         |

| Arbitro: | G. Baldas (Trieste) |

|                      |           |                          |
| Montanari 67’ (rig.) | Marcatori | 52’ Scardovi 89’ Zamuner |

| Arbitro: | Stefanelli (Bologna) |

|                       |           |                   |
| Col 41’ Menegatti 90’ | Marcatori | 55’ (rig.) Vitale |

| Arbitro: | Marchi (Padova) |

|              |           |                     |
| Procopio 30’ | Marcatori | 43’ Col 80’ Zamuner |

#### Sedicesimi di finale
| Arbitro: | Trinchieri (Roma) |

|             |           |                     |
| Ginelli 39’ | Marcatori | 6’ (rig.) Polmonari |

| Arbitro: | Pegoretti (Trento) |

|  |           |                              |
|  | Marcatori | 29’ E. Mantovani 80’ Limonta |